# Radiovittaria minima
Radiovittaria minima là một loài thực vật có mạch trong họ Pteridaceae. Loài này được (Baker) E.H. Crane miêu tả khoa học đầu tiên năm 1997.